# Tremont (Maine)
Tremont es un pueblo ubicado en el condado de Hancock en el estado estadounidense de Maine. En el Censo de 2010 tenía una población de 1.563 habitantes y una densidad poblacional de 11,52 personas por km².

## Geografía
Tremont se encuentra ubicado en las coordenadas 44°15′25″N 68°27′30″O / 44.25694, -68.45833. Según la Oficina del Censo de los Estados Unidos, Tremont tiene una superficie total de 135.62 km², de la cual 43.59 km² corresponden a tierra firme y (67.86%) 92.03 km² es agua.

## Demografía
Según el censo de 2010, había 1.563 personas residiendo en Tremont. La densidad de población era de 11,52 hab./km². De los 1.563 habitantes, Tremont estaba compuesto por el 97.31% blancos, el 0.58% eran afroamericanos, el 0.19% eran amerindios, el 0.45% eran asiáticos, el 0% eran isleños del Pacífico, el 0.06% eran de otras razas y el 1.41% pertenecían a dos o más razas. Del total de la población el 0.96% eran hispanos o latinos de cualquier raza.